# صرخة أنثى (مسلسل)
صرخة أنثى مسلسل مصري عرض في رمضان 2007 يتناول قضية التحول الجنسي من ذكر الي أنثي, بطولة داليا البحيري طارق لطفي وعلاء زينهم وباسم سمرة وفرح وحجاج عبد العظيم وهيدي كرم والممثل الأردني إياد نصار وإخراج رائد لبيب، وتأليف محمد الغيطي وإنتاج ناهد فريد شوقي.

## قصة
تدور أحداث المسلسل حول شخص لديه مشكلة في أعضائه التناسلية منذ ولادته ومعاناته مع أزمة الهوية في ذاته وجسده، وتتحول حياته بعد ما تظهر عليه أعراض الأنوثة، ولكن عندما دخل الجامعة ذهب إلى الطبيب النفسي الذي أخبره أنه أنثى، ونصحه بإجراء جراحة،  فيجري عملية جراحية علي يد طبيب ويتحول إلى فتاة.
قامت سالي محمد عبد الله -أول امرأة مصرية تقوم بعملية جراحية للتحول من الجنس الذكري للأنثوي- برفع دعوى قضائية ضد مؤلف ومخرج ومنتج المسلسل للمطالبة بوقف عرض المسلسل، الذي اعتبرته مقتبساً من كتابها الذي يحمل عنوان المسلسل نفسه، وأكدت أنها كانت بطلة هذه القضية.